# Radoslav Bekavac
Radoslav Bekavac (3. studenoga 1947. − 1. veljače 2015.), doajen hrvatskog lovstva, legendarni lovački pisac i strastveni zaljubljenik planinskih antilopa.
Rodio se je 1947. godine. Bio je doajen hrvatskog lovstva, legendarni lovački pisac i strastveni zaljubljenik planinskih antiolopa. Bio je iznimno plodan lovni pisac. Napisao je stotinjke vrijednih članaka o lovu i lovstvu, lovačkim običajima i etici, balistici. Po zaslugama za hrvatsko lovstvo kao stručnjak ostat će upisan zlatnim slovima u analima hrvatskog lovstva. Omiljeno lovište bila mu je planina Mosor.
Važio je kao ustrajni pobornik zaštite krupnih zvijeri. Vrlo su dobro bili poznati njegovi stavovi i polemike o vučjoj populaciji. U tim je pitanjima važio kao "sudac" kad je bilo pitanje konflikta vuka i čovjeka u carskoj prirodi.
Bekavac je od osnutka drugog hrvatskog nacionalnog lovačkog magazina "Dobra kob" bio stalni stručni suradnik.
Bio je ocjenjivač trofeja i predsjednik Povjerenstva Lovačkog saveza Splitskodalmatinske županije.
Umro je na Mosoru, dok je vodio skupio skupinu lovaca. 
Pokopan je na groblju Vrisovcima u Omišu.

## Nagrade i priznanja
Odlikovan je nizom lovačkih odličja.

## Vanjske poveznice
- Dobra kob   Arhivirana inačica izvorne stranice od 20. svibnja 2015. (Wayback Machine) Sadržaj broja 161, u spomen: Radoslav Bekavac, Lovački pisac raskošnog pera